# Parionella elegans
Parionella elegans är en kräftdjursart som beskrevs av Hugo Frederik Nierstrasz och Brender à Brandis 1923. Parionella elegans ingår i släktet Parionella och familjen Bopyridae. Inga underarter finns listade i Catalogue of Life.